# Lance-grenades RG-6
Le RG-6 (désignation GRAU 6G30 ) est un lance-grenades multiple à barillet russe de calibre 40 mm à six coups développé entre 1993 et 1994 par le Bureau central de conception et de recherche sur les armes de sport et de chasse (TsKIB SOO) de Tula, Russie.

## Histoire
Le RG-6 était nécessaire pour augmenter la puissance de feu de l'infanterie lors des combats urbains, vu dans les conflits à petite échelle, comme les guerres tchétchènes. Le RG-6 est entré en production limitée au milieu des années 1990 et est maintenant utilisé par divers éléments de l'armée russe et des forces spéciales telles que celles du MVD.

## Caractéristiques
Le RG-6 est conçu pour tirer toutes les grenades "sans étui" standards de 40 mm, disponibles pour le lanceur général GP-30 sous le canon. La conception du RG-6 est apparemment fortement influencée par le lance-grenades sud-africain Milkor MGL, avec quelques différences. La principale est que le RG-6 utilise des cartouches "sans étui", et donc ses chambres sont chargées par l'avant. Le "canon" est en fait un canon à âme lisse, qui ne sert que de support à la poignée avant et aux viseurs.
L'unité de déclenchement à double action uniquement est également modifiée par rapport au GP-30, avec une sécurité manuelle et plusieurs sécurités automatiques.
Le cylindre est entraîné en rotation à l'aide d'un ressort de type horlogerie, qui est remonté manuellement lors du rechargement. Pour le rechargement, la plaque de cylindre avant avec le tube "canon" est déverrouillée du châssis, puis tournée latéralement, pour exposer l'avant du cylindre. Chaque chambre du cylindre est un canon rayé à chargement par la bouche séparé, de conception similaire au canon GP-30.
Les viseurs sont pliés pour un transport et un stockage plus pratiques, avec une vue arrière de type échelle. La crosse est équipée d'un coussin de recul en caoutchouc et, lorsqu'elle n'est pas utilisée, elle est télescopée dans le cadre.

## Utilisateurs
- Russie
- Syrie[4]